# Terusan (Batu Raja Timur)
Terusan is een bestuurslaag in het regentschap Ogan Komering Ulu van de provincie Zuid-Sumatra, Indonesië. Terusan telt 952 inwoners (volkstelling 2010).